# Naissance en 949
Naissance
- 945
- 946
- 947
- 948
- 949
- 950
- 951
- 952
- 953

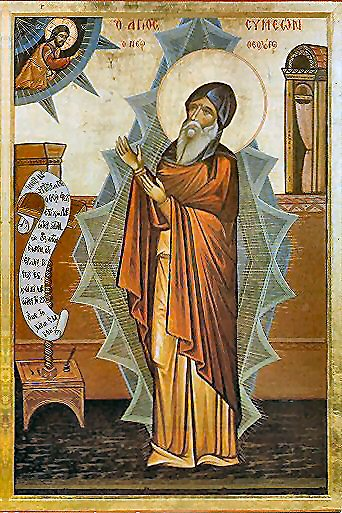
Syméon le Nouveau Théologien, né en 949.

Cette page dresse une liste de personnalités nées au cours de l'année 949 :
- Mathilde II d'Essen, abbesse de l'abbaye d'Essen.
- Gebhard de Constance (en), évêque de Constance.
- Fujiwara no Nagatō, ou Fujiwara no Nagayoshi, poète et courtisan japonais du milieu de l'époque de Heian.
- Fujiwara no Takatō, courtisan, musicien et poète japonais du milieu de l'époque de Heian.
- Humbert Ier de Beaujeu, sire de Beaujeu.
- Mael Seachnaill II Mór, roi de Mide issu du Clan Cholmáin et Ard ri Érenn.
- Syméon le Nouveau Théologien, spirituel byzantin et un des trois saints (avec l'Apôtre Jean et Grégoire de Nazianze) à avoir reçu le titre de « théologien » dans l’Église orthodoxe.
- Uma no Naishi, poétesse et courtisane japonaise du milieu de l'époque de Heian.

date incertaine (vers 949)
- Boris II de Bulgarie, tsar de Bulgarie.

## Crédit d'auteurs
- Cet article est partiellement ou en totalité issu de l'article intitulé « 949 » (voir la liste des auteurs).